# Eisenbahndirektion Saarbrücken
Die Eisenbahndirektion Saarbrücken war eine Eisenbahndirektion der Preußischen Staatseisenbahnen und für das Saargebiet.

## Preußen
Die Eisenbahndirektion Saarbrücken war eine von 10 neu gegründeten Eisenbahndirektionen, die 1895 im Rahmen einer Umorganisation der preußischen Staatsbahn neu eingerichtet wurden. Sie hatte allerdings eine Vorläuferin in der von 1852 bis 1880 bestehenden Königlichen Direction der Saarbrücker Eisenbahn bzw. Königlichen Eisenbahn-Direction zu Saarbrücken.

## Teilung 1920
Nach dem für Deutschland verlorenen Ersten Weltkrieg befand sich dessen Territorium links des Rheins unter Alliierter Besetzung. Aus dem Saargebiet wurde 1920 ein Mandatsgebiet des Völkerbundes. Die Grenzen der zuständigen Eisenbahndirektion mussten entsprechend angepasst werden. Dies geschah zunächst durch eine Teilung der preußischen Eisenbahndirektion Saarbrücken zum 10. März 1920 in eine Eisenbahndirektion Saarbrücken 1 und eine Eisenbahndirektion Saarbrücken 2.
Die Eisenbahndirektion Saarbrücken 1 war für die Strecken zuständig, die innerhalb der Grenzen des Saargebietes lagen. Es handelte sich im Wesentlichen um 305,5 km preußische und 80,5 km pfalz-bayerische Strecken. Die pfalz-bayerischen Strecken hatten zuvor zur Eisenbahndirektion Ludwigshafen gehört. Zum 31. August 1920 wurde die Eisenbahndirektion Saarbrücken 1 in Direktion der Saareisenbahnen umbenannt.

Die Eisenbahndirektion Saarbrücken 2 war für Strecken zuständig, die außerhalb des Saargebietes lagen. Zum 1. April 1920 wurde deren Dienstsitz nach Trier verlegt und deren Bezeichnung in Eisenbahndirektion Saarbrücken in Trier geändert. Später wurde sie in Eisenbahndirektion St. Johann/Saarbrücken umbenannt.

## Direktion der Saareisenbahnen
Die Direktion der Saareisenbahnen verfügte bei ihrer Verselbständigung über 359 Lokomotiven, 780 Personen- und 20.000 Güterwagen. Alle Fahrzeuge wurden mit der Beschriftung „SAAR“ gekennzeichnet. Die Umzeichnung der Fahrzeuge war im Spätsommer 1921 abgeschlossen. Die Direktion schied zugleich aus dem deutschen Staatswagenverband aus. Zum 1. Januar 1921 wurde auch die bis dahin noch aufrecht erhaltene rechnerische Trennung des Verkehrs ehemals preußischer und pfälzisch-bayerischer Betriebsteile aufgehoben.
1921 wurde die Direktion der Saareisenbahnen in Eisenbahndirektion des Saargebietes umbenannt. Zum 1. Mai 1921 wurde das Rechnungswesen auf Franc umgestellt.
Ab 1935 gehörte das Saargebiet wieder zum Deutschen Reich.

## Reichsbahndirektion
Mit Wirkung zum 1. März 1935 wurde die Reichsbahndirektion Trier nach Saarbrücken verlegt und um die Strecken im Saarland erweitert.
Nach Ausbruch des Zweiten Weltkriegs wurde die Direktion aufgrund der Frontnähe zu Frankreich nach Koblenz evakuiert und der südliche Teil ihrer Strecken der Reichsbahndirektion Mainz zur „Mitverwaltung“ übergeben. Es handelte sich dabei um die Reichsbahnbetriebsämter Saarbrücken 1, Saarbrücken 2, St. Wendel, Homburg, Kaiserslautern und Zweibrücken, sowie die zugehörigen Strecken. Ein Teil ihrer Dienststellen wurde sogar noch viel weiter ins Hinterland evakuiert, z. B. das Betriebsamt Homburg nach Seligenstadt. Der nördliche Teil der Strecken wurde von Koblenz aus verwaltet. Es handelte sich dabei um die Strecken in der Zuständigkeit der Betriebsämter Trier, Gerolstein, Mayen und Koblenz 2. Ab März 1940 übernahm dann die Direktion in Koblenz wieder einen Teil der Zuständigkeit auch für den Südbezirk. Die Verlegung der Direktion nach Koblenz und alle damit verbundenen Maßnahmen wurden nach dem für die Wehrmacht erfolgreich verlaufenen Westfeldzug zum 20. Juli 1940 wieder rückgängig gemacht.
Zum 1. Dezember 1940 übernahm die Reichsbahndirektion Saarbrücken nach der Besetzung des Großherzogtums Luxemburg durch Deutschland die Betriebsführung der Prinz-Heinrich-Bahn.
Die Reichsbahndirektion Saarbrücken war nach der Besetzung Frankreichs durch deutsche Truppen für den Schienenverkehr in Lothringen und Luxemburg sowie im Département Moselle zuständig und verantwortlich. Aus dem Raum Saarbrücken fuhren zahlreiche Todeszüge in die Konzentrationslager.

## Bundesbahndirektion
Nach dem Zweiten Weltkrieg entstanden infolge der eigenständigen Verwaltung des Saarlands durch die französischen Besatzungsbehörden die aus der Reichsbahn ausgegliederten Eisenbahnen des Saarlandes (EdS). Diese wurden 1957 mit der Eingliederung des Saarlandes in die Bundesrepublik Deutschland Teil der Deutschen Bundesbahn. Die Direktion der EdS wurde zur Bundesbahndirektion Saarbrücken, die bis 1960 schrittweise die Bundesbahndirektion Trier übernahm. Mit der Überführung der Deutschen Bundesbahn in die Deutsche Bahn AG im Zuge der Bahnreform endete 1993 die Geschichte der Bundesbahndirektion Saarbrücken. Zu ihren letzten Präsidenten gehörte ab 1975 der zuvor als Präsident der Bundesbahndirektion Wuppertal fungierende Ingenieur Hermann Lamp (* 1917).